# 브리트라
브리트라(산스크리트어: वृत्र, IAST: Vṛtrá, sa)는 힌두교의 다나바이다. 그는 가뭄의 의인화이며, 데바의 왕인 인드라의 적대자이다. 다나바인 그는 아수라 종족에 속한다. 브리트라는 베다에서도 아히(산스크리트어: अहि IAST: ahi sa)로 알려져 있다. 그는 리그베다의 강의 흐름을 막는 인간 형상의 뱀으로 나타나며, 새로 만들어진 바즈라를 휘두른 인드라에게 죽임을 당한다.

## 어원
브리트라는 글자 그대로 "덮개, 장애물"을 의미하며, 물을 막는 그의 행동을 지칭한다. 이는 인도이란조어인 *wr̥trás에서 유래했으며, 인도유럽조어 어근 *wer- "덮다, 막다"에서 비롯되었다. 인도이란어 단어는 아베스타어에서도 vərəθraγna(베다어 vṛtraghná)로 발견되는데, 글자 그대로 "(장애물을) 죽이는 자"를 의미한다. 기능적으로 그는 북유럽 신화의 요르문간드, 그리스 신화의 티폰, 슬라브 신화의 벨레스와 관련이 있다.

## 문학

### 베다

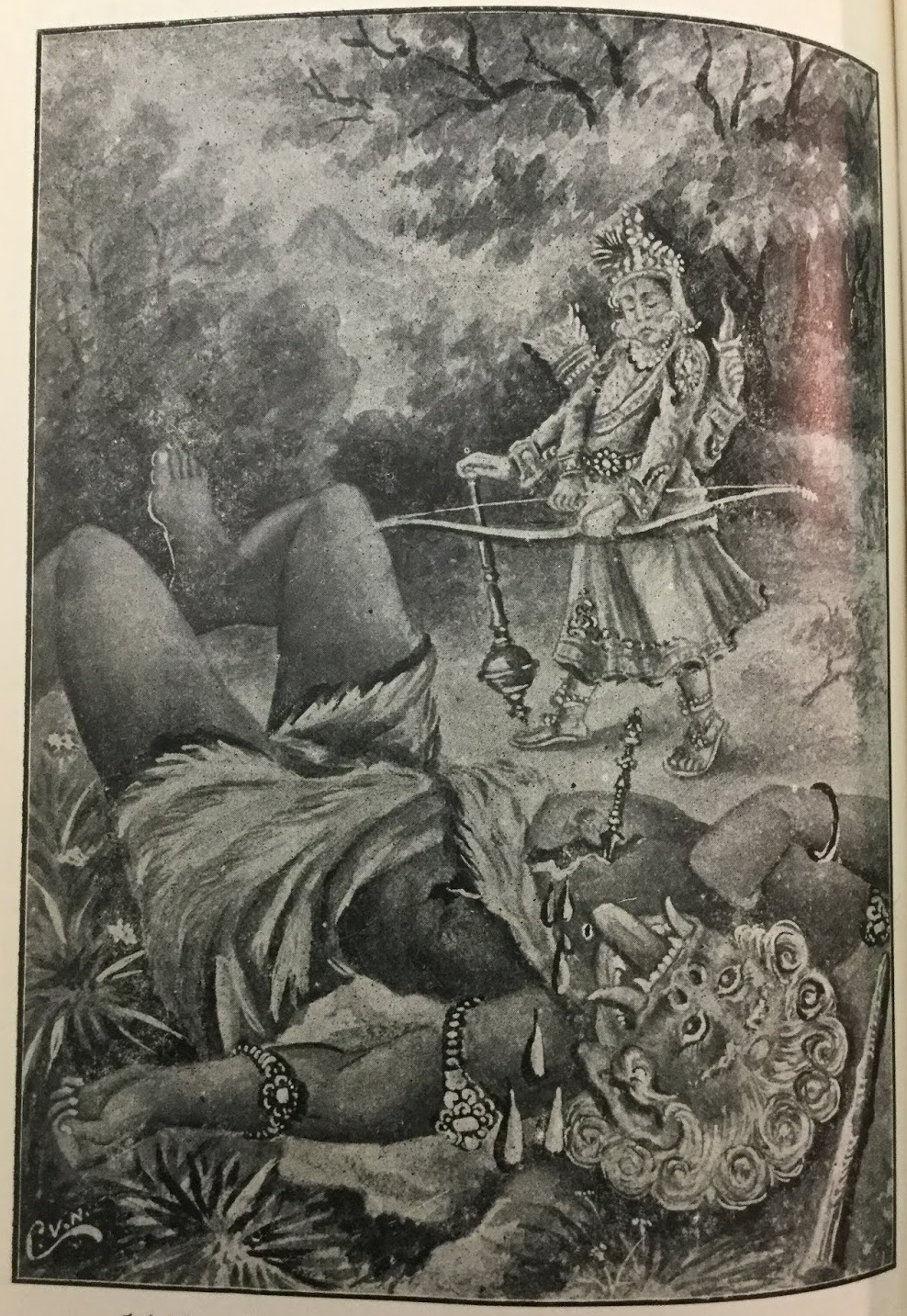
인드라가 브리트라수라를 죽이다 (리그베다의 이야기, 바가바타에 수록)

리그베다에 따르면, 브리트라는 세상의 물을 가두고 있었는데, 인드라에게 죽임을 당했다. 인드라는 브리트라의 99개 요새를 모두 파괴하고(요새들은 때때로 삼바라에게 귀속되기도 한다)틀:By whom 갇혀 있던 강들을 해방시켰다. 전투는 인드라가 태어난 직후 시작되었고, 그는 브리트라와 대면하기 전에 힘을 얻기 위해 트바쉬트르의 집에서 많은 양의 소마를 마셨다. 트바쉬트르는 인드라를 위해 벼락(바즈라)을 만들었고, 비슈누는 인드라의 요청을 받아들여 세 번의 큰 걸음으로 전투를 위한 공간을 마련했다. 이로 인해 비슈누는 유명해졌고, 나중에 그의 바마나 전설에 적용되었다.
브리트라는 전투 중에 인드라의 두 턱을 부러뜨렸으나, 인드라에게 쓰러져 이미 파괴된 요새들을 짓밟았다. 이 업적으로 인드라는 "브리트라한"(글자 그대로 "브리트라를 죽인 자"이자 "용들의 맏이를 죽인 자"로도 알려짐)으로 불리게 되었다. 다누, 즉 아수라 종족인 다나바족의 어머니이기도 한 브리트라의 어머니는 인드라의 벼락에 공격당하여 패배하였다. 이야기의 한 버전에서는 바루나, 소마, 아그니 등 세 데바가 인드라의 꼬드김에 넘어가 브리트라와의 싸움에서 그를 돕게 되는데, 이전에는 그들이 "아버지"라고 부르던 브리트라 편에 서 있었다.
만달라 IV의 18번 찬가는 베다 버전에 대한 가장 정교한 설명을 제공한다. 이 구절들은 인드라와 브리트라 사이의 전투로 이어지는 사건과 상황, 전투 자체, 그리고 전투의 결과를 묘사한다.

### 푸라나
마하바라타에서 유디슈티라 왕에게 전해진 이야기에 따르면, 브리트라는 장인 신인 트바쉬트르가 인드라에 의해 살해된 그의 아들 트리시라스 또는 비슈바루파의 복수를 위해 창조한 아수라였다. 브리트라는 전투에서 승리하여 인드라를 삼켰지만, 다른 신들은 그에게 인드라를 토해내도록 강요했다. 전투는 계속되었고 인드라는 결국 도망쳐야 했다. 비슈누와 리쉬들(현자들)은 휴전을 중재했고, 인드라는 금속, 나무, 돌로 만든 어떤 것으로도, 마르거나 젖은 어떤 것으로도, 낮이나 밤에도 브리트라를 공격하지 않겠다고 맹세했다. 인드라는 황혼에 바다 물결의 거품(비슈누가 승리를 보장하기 위해 들어간)을 사용하여 그를 죽였다.
스리마드 바가바탐은 브리트라를 비슈누의 박타 (신봉자)로 인정하며, 그가 경건하고 공격적이지 않게 살지 못했기 때문에 살해당했다고 본다. 이 이야기는 다음과 같다:
SB 6.9.11: 비슈바루파가 살해된 후, 그의 아버지 트바슈타는 인드라를 죽이기 위한 의례를 수행했다. 그는 희생 제물에 바침으로써 "오 인드라의 적이여, 지체 없이 너의 적을 죽이기 위해 번성하라"고 말했다.
SB 6.9.12: 그 후, 안바하랴라고 알려진 희생 제물의 남쪽에서, 밀레니엄의 끝에 모든 창조물을 파괴하는 것처럼 보이는 무시무시한 존재가 나타났다.
SB 6.9.13-17: 사방으로 발사된 화살처럼, 악마의 몸은 날마다 자라났다. 키가 크고 거무스름한 그는 불타버린 언덕처럼 보였고 저녁의 밝은 구름처럼 빛났다. 악마의 몸과 수염, 콧수염의 털은 녹아내린 구리색이었고, 그의 눈은 한낮의 태양처럼 날카로웠다. 그는 불타는 삼지창 끝으로 세상을 모두 잡고 있는 듯 정복할 수 없어 보였다. 큰 소리로 춤추고 외치면서, 그는 지진처럼 온 땅을 떨게 했다. 계속해서 하품하며, 그는 동굴처럼 깊은 입으로 하늘 전체를 삼키려는 듯 보였다. 그는 혀로 하늘의 모든 별을 핥아 먹고 긴 날카로운 이빨로 온 우주를 먹어치우는 듯 보였다. 이 거대한 악마를 보고, 모두는 큰 두려움에 사방으로 이리저리 도망쳤다.
SB 6.9.18: 트바슈타의 아들이었던 그 무시무시한 악마는 고행으로 모든 행성계를 뒤덮었다. 그러므로 그는 모든 것을 뒤덮는 자라는 뜻의 브리트라라고 명명되었다.
브리트라는 아수라들의 우두머리가 되었다(여기서는 본질적으로 악의적인 것으로 묘사되는데, 자비롭거나 악의적일 수 있는 베다 버전과는 대조적이다). 그는 타인에게 선을 행하라는 그의 다르마 – 의무 – 를 버리고 폭력으로 돌아서 데바들과 싸웠다. 결국, 그는 우위를 점했고, 데바들은 그의 사악한 힘에 두려워했다. 인드라를 필두로, 그들은 도움을 얻기 위해 비슈누에게 다가갔다. 그는 브리트라가 보통의 방법으로는 파괴될 수 없으며, 현자의 뼈로 만든 무기만이 그를 죽일 수 있다고 말했다. 신들이 어떤 고행자가 자신의 몸을 기증할 가능성에 대해 의심을 표하자, 비슈누는 그들을 리쉬 다디치에게 접근하도록 지시했다. 신들의 접근을 받은 다디치는 자신의 뼈가 땅에서 썩는 것보다 승리를 얻는 데 도움이 되는 것이 더 낫다고 말하며 기꺼이 자신의 뼈를 선한 대의를 위해 내놓았다. 데바들은 뼈를 모았고 인드라는 그것들로 바즈라유다를 만들었다. 그들이 브리트라와 다시 맞섰을 때, 전투는 브리트라가 마지막 숨을 거두기까지 360일 동안 지속되었다.
비슈누파에서 브리트라는 비슈누의 신봉자로 묘사된다. 스리마드 바가바탐에서, 바즈라를 든 인드라와 데바들이 브리트라와 그의 아수라들과 싸울 때, 브리트라는 자신이 전투에서 쓰러져도 축복받을 것이라고 선언하는데, 이는 바즈라가 비슈누와 다디치의 힘으로 가득 차 있기 때문이라고 한다. 인드라와 브리트라 사이의 일대일 대결에서, 인드라는 뺨을 맞고 바즈라를 떨어뜨린다. 데바들이 숨을 들이쉬는 동안에도, 브리트라는 그에게 무기를 주워 들라고 조언할 뿐이다. 이는 그에게 삶과 죽음이 같기 때문인데, 그들은 모두 비슈누의 도구라고 믿기 때문이다. 인드라는 아수라의 수호신에 대한 헌신에 경탄한다. 데바의 왕이 상대의 두 팔을 모두 자르는 데 성공하자, 브리트라는 인드라와 아이라바타를 통째로 삼킨다. 비슈누의 보호를 받은 인드라는 브리트라의 배를 가르고 탈출하여, 마침내 바즈라로 그의 목을 베어낸다. 브리트라는 죽은 후 바이쿤타로 승천한다.
푸라나에 따르면, 브라흐마나트야 (브라만 살해)의 끔찍한 의인화가 인드라를 쫓아 그의 죄로 인해 숨도록 강요했으며, 나후샤가 그의 자리를 대신하도록 초대되었다.

## 불교
팔리어 대장경에서 붓다가 제석천을 "바트라부"라는 칭호로 부를 때 브리트라가 암시된다.

## 같이 보기
- 요르문간드
- 수스나
- 티폰
- 발라 (브리트라의 형제)
- 베다 신화
- 벨레스
- 베레트라그나
- 야마타노오로치
- 야토노카미
- 나가
- 마호라가